# Karl Hagen (Komponist)
Karl Hagen (* 13. November 1867 in Kleinfurra; † 1941 in Berlin) war ein deutscher Komponist und Obermusikmeister.
Hagen ist der Komponist des Rigaer Einzugsmarschs (1917) anlässlich der Eroberung der Hansestadt Riga durch die kaiserlich-deutsche Armee Anfang September 1917 während des 1. Weltkriegs und des Einzugs der deutschen Armee in Anwesenheit von Kaiser Wilhelm II.